# خوان بيريدا
خوان بيريدا أسبون (17 يونيو 1931 - 25 نوفمبر 2012) كان قائدًا عسكريًا بوليفيًا شغل منصب الرئيس الفعلي 52 لبوليفيا في عام 1978. على الرغم من أنه حكم لمدة أربعة أشهر فقط، فإن صعوده إلى الرئاسة كان بداية الفترة الأكثر اضطرابًا في تاريخ بوليفيا، حيث كان هناك تسعة رؤساء في فترة تزيد قليلاً عن 4 سنوات (1978-1982) ، مقارنةً برئيس واحد فقط في السنوات السبع السابقة.
ولد في لاباز في 17 يونيو 1931، والده من عائلة تجارية ووالدته من عائلة ثرية من النصارى الفلسطينيين. انضم بيريدا إلى القوات المسلحة البوليفية، وأصبح لاحقًا جزءًا من سلاحها الجوي الناشئ. قاد مدرسة الطيران الحربي وعين قائدا للقوات الجوية. خدم في حكومة المستبد هوغو بانزر (1971-1978) بمنصب وزير الصناعة، وفي أواخر السبعينيات شغل منصب زير الداخلية، ربما كان أقوى منصب في النظام بعد بانزر نفسه.
عندما قرر المستبد آنذاك في عام 1978 الدعوة إلى انتخابات بعد سبع سنوات في السلطة، اختار بيريدا لخوض الانتخابات كبديل له. في ذلك الوقت، مُنع الرؤساء البوليفيون من إعادة انتخابهم على الفور. كان من المفترض أن يتم انتخاب بيريدا بتزوير الانتخابات، وحكم لمدة أربع سنوات، ثم السماح لبانزر بالعودة كرئيس دستوري بمجرد أن يتاح له الوقت لتلميع صورته والانتقال إلى السياسة المدنية. على ما يبدو، كان لدى بانزر أفكار أخرى، لأنه بحلول موعد الانتخابات، كان ائتلاف الحزب الديمقراطي الحر اليساري للرئيس السابق هيرنان سيليز قد حقق تقدمًا هائلاً في استطلاعات الرأي العام، ولم يكن من الممكن تزوير أو نكران ذلك.
ترشح بيريدا عن الاتحاد الوطني الشعبي، وهو تحالف يميني. وأظهرت النتائج الرسمية فوز بيريدا بما يزيد قليلاً عن 50 في المائة من الأصوات، أي بفارق بضعة آلاف من الأصوات عن عتبة الفوز التام. ومع ذلك، شلت الاحتجاجات البلاد واتفقت المنظمات المستقلة على أن جميع استطلاعات الرأي تشير إلى أن سيليز هو الذي قد فاز بسهولة - وهي نتيجة مختلفة تمامًا عما أُعلن عنها. بالإضافة إلى ذلك، أظهرت النتائج الرسمية أنه تم احتساب حوالي 200 ألف صوت زيادةً عن عدد الناخبين المسجلين. في هذه المرحلة، ألغى بانزر الانتخابات، وندد بالتزوير الانتخابي، ونأى بنفسه عنها تمامًا، وألقى باللوم بشكل أساسي على بيريدا وأقرب مؤيديه. وأعلن أنه سيدعو لإجراء انتخابات مرة أخرى في غضون عام أو عامين.
دون أن يحسب بانزر أي حساب لبيريدا، الذي شعر أنه استخدمه كأداة للبقاء في السلطة. قاد انقلابًا، بدعم من العديد من الضباط العسكريين الذين شعروا أن بانزر يتلاعب بالقوات المسلحة لتحقيق أهدافه السياسية. بعد أن أُجبر بانزر على مغادرة قصر كيمادو في يوليو 1978، أدى بيريدا اليمين الرئاسي، على الرغم من أنه لم يكن دستوريًا، حيث كان الزوير واضحًا. ومع ذلك، ألقى باللوم على بانزر، وصرح بشكل غير ملزم بأنه سيدعو إلى انتخابات جديدة في غضون فترة زمنية معقولة. ثبت أن افتقاره إلى الصدق في هذا الصدد، وهشاشة برنامجه الحكومي، كانا سببًا في تقويضه. بعد أربعة أشهر في المنصب، تمت الإطاحة بالفريق أول بيريدا من قبل ضباط ذوي توجهات ديمقراطية تحت قيادةالفريق أول ديفيد باديا. أدى الشعور بالخيانة من قبل الجميع (من بانزر إلى المتآمرين معه في انقلاب يوليو 1978)، في تلك المرحلة، إلى انسحاب بيريدا من الحياة العامة ولم يشارك في السياسة مرة أخرى.